# Jonas Bendorius
Jonas Bendorius (ur. 15 sierpnia 1889 w Skaisčiai koło Lubowa, zm. 27 czerwca 1954 w Połądze) – litewski kompozytor, dyrygent i pedagog.
Po ukończeniu szkoły podstawowej w 1899 uczył się muzyki w szkole prywatnej w Wisztyńcu. Naukę kontynuował w warszawskim instytucie muzycznym pod okiem M. Surzinskiego. W 1910 roku wraz z Albinasem Iešmantą wystawiał w Mariampolu operę Mikasa Petrauskasa "Birutė". W 1912 roku na stałe związał się z Mariampolem, uczył w lokalnym gimnazjum "Žiburio", założył tam wraz z Albinasem Iešmantą towarzystwo śpiewacze "Gabija", którego szefem był w latach 1913–20.
Po 1918 roku uczył w kowieńskiej szkole muzycznej, działającej od 1933 roku jako Konserwatorium Kowieńskie.
Po zajęciu Wilna przez Litwę w 1940 wraz z Konradasem Kaveckasem zakładał wileńską szkołę muzyczną, którą prowadził do 1945. W latach 1945–1949 stał na czele Konserwatorium Wileńskiego.